# 러시아의 강 목록

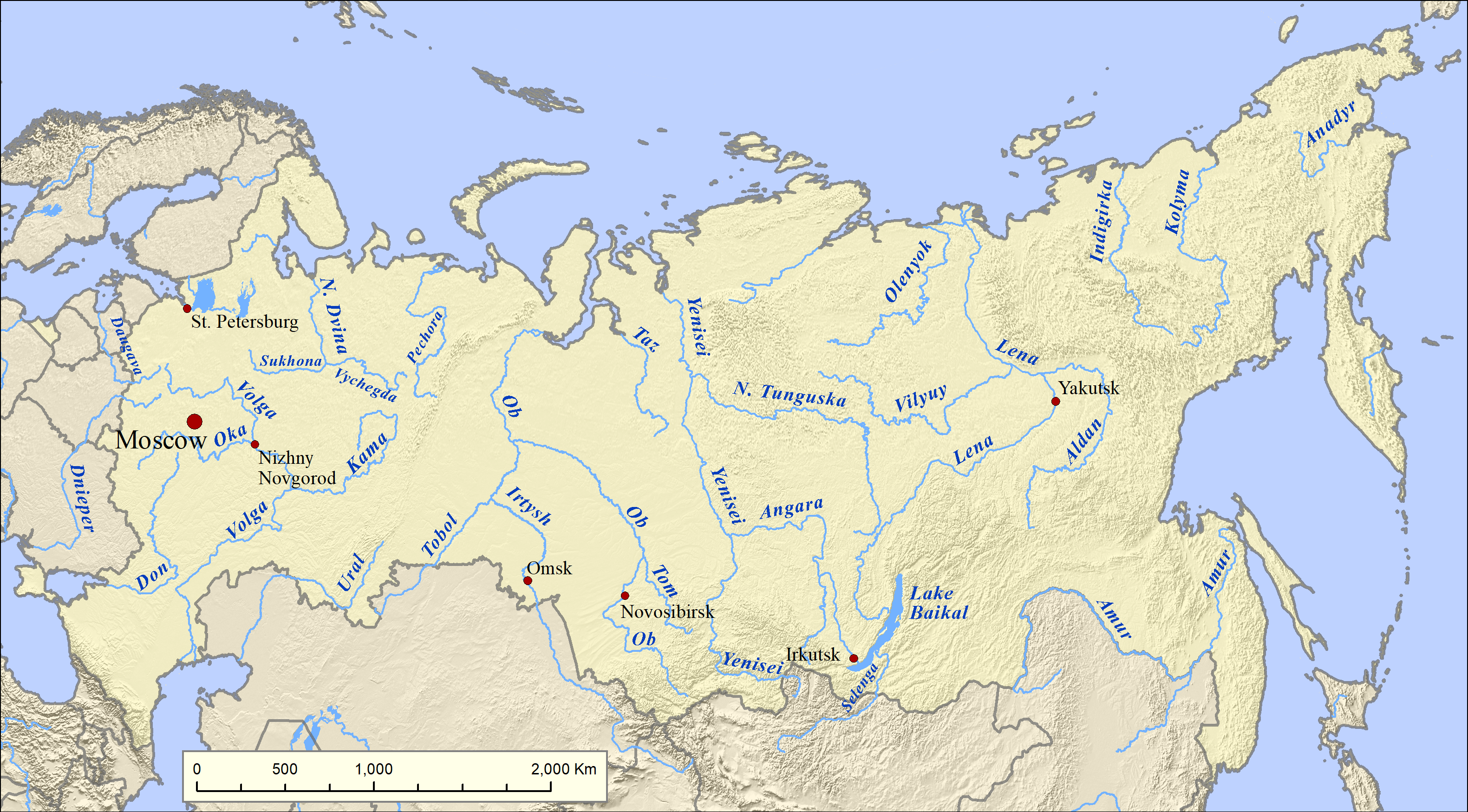
러시아의 주요 강

러시아는 유럽과 아시아 부분으로 나눌 수 있다. 경계는 일반적으로 우랄산맥으로 간주된다. 유럽 부분은 북극해, 발트해, 흑해, 카스피해로 유입된다. 아시아 부분은 북극해와 태평양으로 유입된다.
유럽 러시아의 주요 강으로는 볼가강 (유럽에서 가장 긴 강), 페초라강, 돈강, 카마강, 오카강, 세베르나야드비나강이 있으며, 다른 여러 강은 러시아에서 발원하지만 다른 국가로 흐른다. 예를 들어 드니프로강 (러시아를 거쳐 벨라루스와 우크라이나를 지나 흑해로 흐른다)과 서드비나강 (러시아를 거쳐 벨라루스와 라트비아를 지나 발트해로 흐른다).
아시아에서는 오비강, 이르티시강, 예니세이강, 앙가라강, 레나강, 아무르강, 야나강, 인디기르카강, 콜리마강이 중요한 강이다.
아래 목록에서는 강이 유입되는 바다 또는 대양별로 그룹화되어 있다. 다른 강으로 유입되는 강은 본류와의 합류점 근접성에 따라 정렬되어 있으며, 목록의 아래쪽에 있을수록 상류에 가깝다.

이 문서의 끝에는 강들의 알파벳순 목록이 있다. 

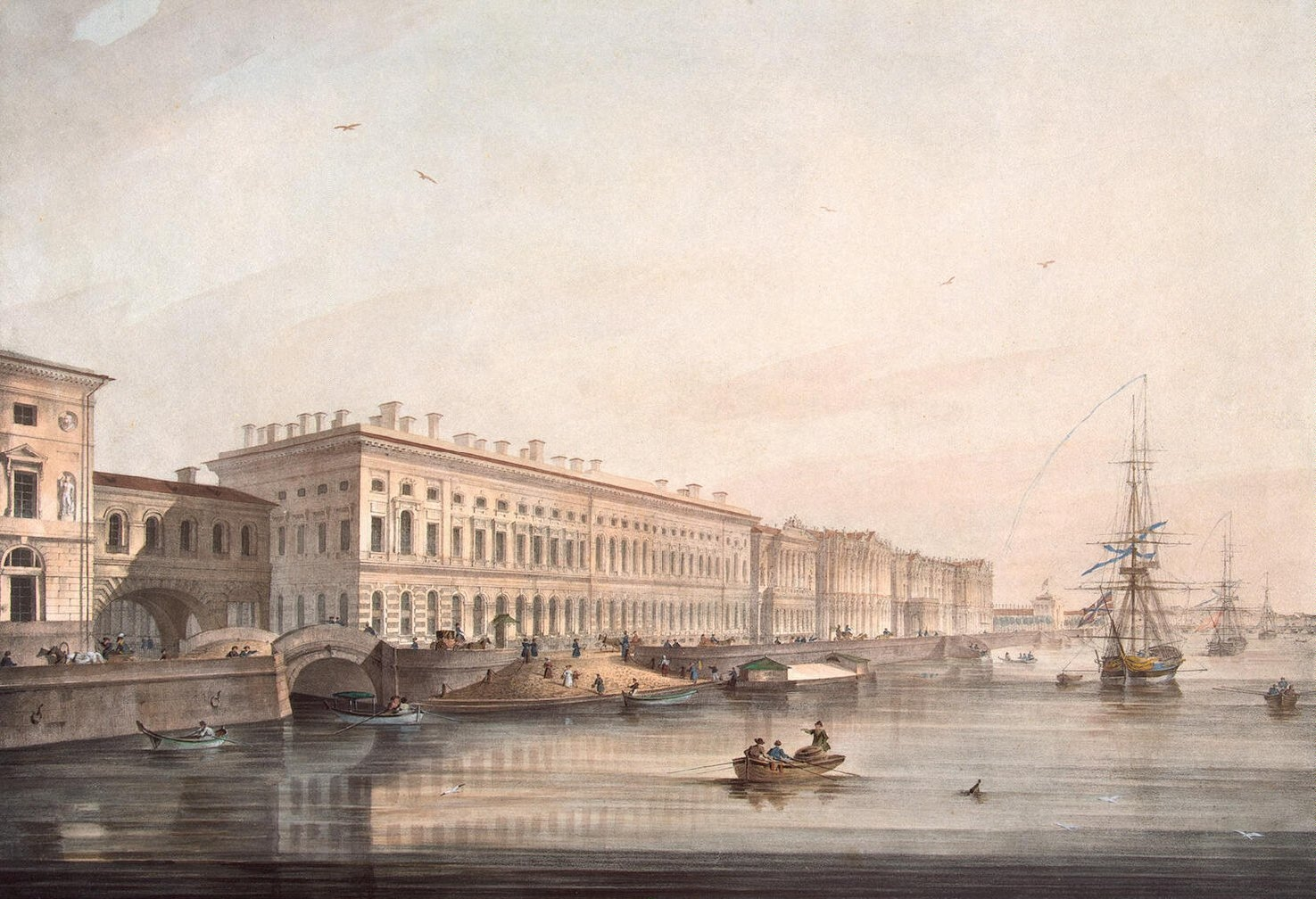
상트페테르부르크의 네바강

## 바렌츠해및백해(북극해)
이 섹션의 강들은 동쪽에서 서쪽으로, 그리고 콜라반도를 반시계 방향으로 정렬되어 있다.
- 페초라강 (나리얀마르 북동쪽)
  - 우사강 (우신스크 서쪽)
    - 콜바강 (우신스크 근처)
    - 볼샤야 시냐
- 세베르나야드비나강 (세베로드빈스크 내)
  - 피네가강 (우스티피네가 내)
  - 욤차강 (볼샤야고라 근처 (ru))
  - 바가강 (베레즈니크 근처)
  - 우프튜가강 (크라스노보르스크 근처)
  - 비체그다강 (코틀라스 내)
    - 비셰라강

  - 유그강 (벨리키우스튜그 내)
  - 수호나강 (벨리키우스튜그 내)
    - 볼로그다강 (볼로그다 근처)
- 메젠강 (메젠 근처)
- 나우치요키강
- 오네가강 (오네가 내)
- 켐강 (켐 내)
- 니바강 (칸달락샤 내)
- 바르주가강 (쿠조멘 내)
- 말라야벨라야강 (무르만스크주 콜라반도에 위치)
- 포노이강 (포노이 내)
- 요캉가강 (요캉가 내)
- 보론야강
- 툴로마강
  - 콜라강
  - 로스타강

## 발트해

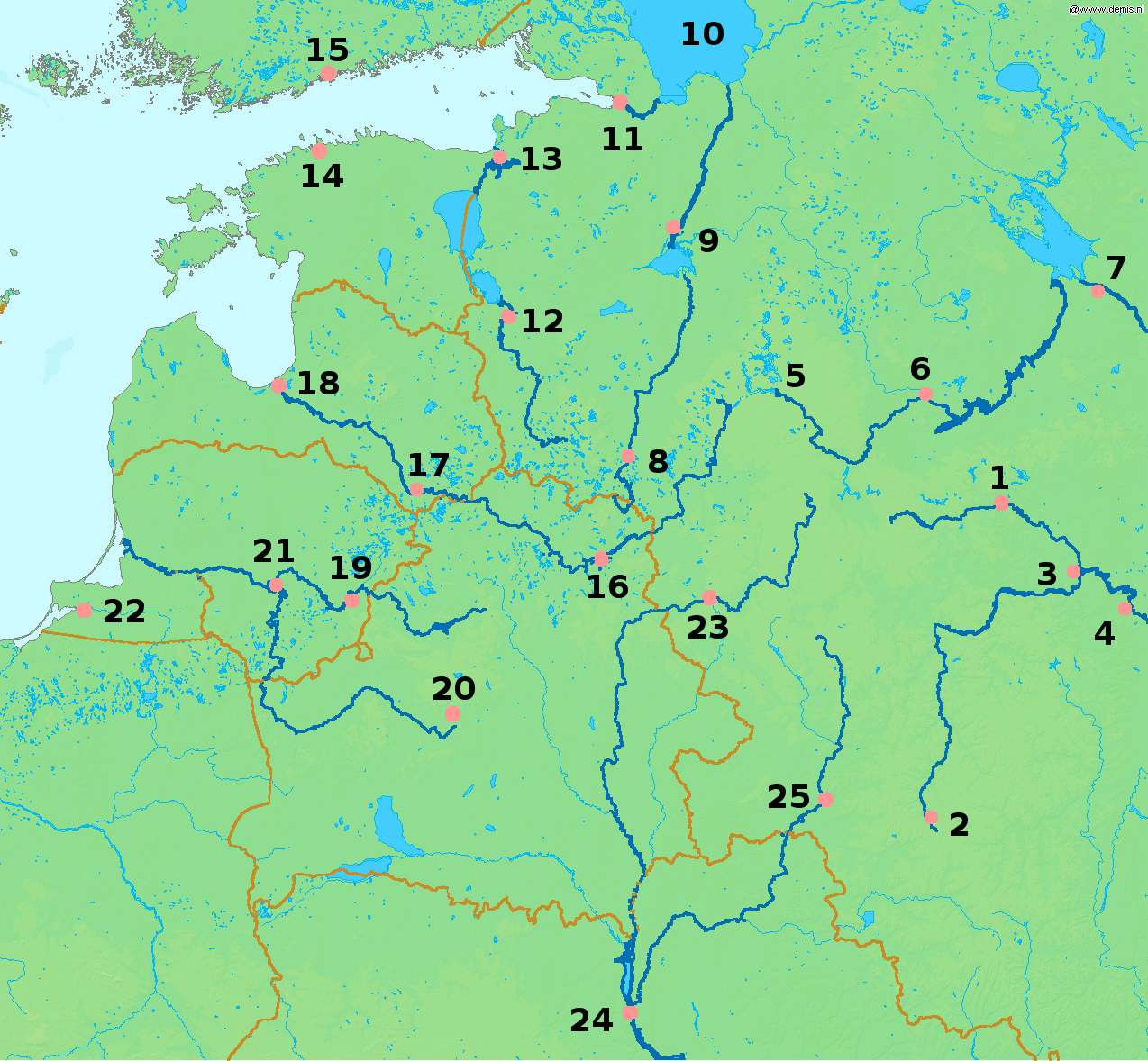
서부 러시아의 강

이 섹션의 강들은 남서쪽에서 북동쪽으로 정렬되어 있다.
- 프레골랴강 (칼리닌그라드 근처)
  - 알레/위나강 (즈나멘스크 내)
  - 인스트루치강 (체르냐홉스크 내)
  - 앙그라파강 (체르냐홉스크 내)
    - 피사강 (체르냐홉스크 근처)
    - 크라스나야강 (구세프 내)
- 네무나스/네만강 (리투아니아 실루테 근처)
  - 셰슈페강 (네만 근처)
- 다우가바강/서드비나강 (라트비아 리가 근처)
  - 폴로타강 (폴라츠크 내, 벨라루스)
  - 카스플랴강 (벨라루스 수라슈 내)
  - 메자강 (벨리시 근처)
    - 옵샤강 (벨리 근처)
- 나르바강 (나르바 근처)
  - 플류사강 (슬란치 근처)
  - 페이푸스호 (슬란치 근처)
    - 벨리카야강 (프스코프 근처)
      - 쿠흐바강 (오스트로프 근처)
- 루가강 (우스티루가 내)
  - 오레데시강 (루가 근처)
- 네바강 (상트페테르부르크 내)
  - 체르나야강 (카멘카강 (상트페테르부르크)으로)
  - 오흐타강 (상트페테르부르크 내)
    - 오케르빌강 (상트페테르부르크 내)

  - 이조라강 (우스티조라 내)
  - 토스나강 (오트라드노예 내)
  - 엠가강 (엠가 근처)
  - 라도가호 (실리셀부르크 내)
    - 볼호프강 (볼호프 근처)
      - 티고다강 (키리시 근처)
        - 라반강
        - 차고다강

      - 비셰라강 (벨리키노브고로드 근처)
      - 일멘호 (벨리키노브고로드 내)
        - 엠스타강 (벨리키노브고로드 근처)
          - 페레트나강 (토포로크 내)
          - 우베르강 (베레좁스키랴도크 근처)
          - 베레자이카강 (베레좁스키랴도크 내)
            - 발다이카강

          - 엠스티노호 (비시니볼로초크 근처)
            - 츠나강 (비시니볼로초크 근처)

        - 폴라강 (스타라야루사 근처)
        - 로바트강 (스타라야루사 근처)
          - 폴리스트강 (스타라야루사 근처)
          - 쿠냐강 (홀름 내)

        - 셸론강 (심스크 근처)

    - 시아스강 (시아스트로이 내)
    - 스비리강 (로데이노예폴레 근처)
      - 파샤강 (로데이노예폴레 근처)
      - 오야트강 (로데이노예폴레 근처)
      - 오네가호
        - 수나강 (콘도포가 내)
        - 보들라강 (푸도시 근처)
        - 안도마강 (비테그라 북쪽)
        - 비테그라강 (비테그라 근처)

    - 부옥시강 (솔로비요보 및 프리오제르스크 내)
      - 볼치야강 (로세보 근처)
- 세스트라강 (세스트로레츠크 근처)

## 흑해
이 섹션의 강들은 서쪽에서 동쪽으로 정렬되어 있다.
- 드니프로강 (우크라이나 헤르손 근처)
  - 데스나강 (우크라이나 키이우 근처)
    - 세임강 (우크라이나 소스니치아 내)
    - 수도스트강 (우크라이나 노브호로드시베르스키 북쪽)

  - 뱌지마강
- 미우스강 (타간로크 근처 아조프해로 유입)
- 돈강 (아조프 근처 아조프해로 유입)
  - 테메르니크강 (로스토프나도누 근처)
  - 마니치강 (마니치스카야, 로스토프나도누 동쪽)
  - 살강 (세미카라코르스크 내)
  - 도네츠강 (세미카라코르스크 근처)
  - 호표르강 (세라피모비치 근처)
  - 오세레트강 (파블롭스크 근처)
  - 비튜그강 (파블롭스크 근처)
  - 보로네시강 (보로네시 근처)
- 예야강 (예이스크 근처 아조프해로 유입)
- 쿠반강 (템류크 근처 아조프해로 유입)
  - 라바강 (우스티라빈스크 내)
- 므짐타강 (소치 근처)

## 카스피해
이 섹션의 강들은 서쪽에서 동쪽으로 정렬되어 있다.
- 술락강 (마하치칼라 북쪽)
  - 안디코이수강 (김리 근처)
  - 아바르코이수강 (김리 근처)
- 테레크강 (키즐랴르 근처)
  - 말카강 (프로흘라드니 근처)
- 쿠마강 (키즐랴르 북쪽)
  - 포트쿠목강 (게오르기옙스크 근처)
- 볼가강 (아스트라한 근처)
  - 예루슬란강 (카미신 근처)
  - 테레시카강 (사라토프 근처)
  - 볼쇼이 이르기스강 (볼스크 근처)
  - 말리 이르기스강
  - 차파예프카강 (차파옙스크 근처)
  - 사마라강 (사마라 내)
  - 소크강 (사마라 내)
    - 콘두르차강 (사마라 북쪽)

  - 볼쇼이 체렘샨강 (디미트로브그라드 근처)
  - 베즈드나강
  - 악타이강
  - 카마강 (카잔 남쪽)
    - 뱌트카강 (니즈네캄스크 근처)
      - 쳅차강 (키로프 근처)

    - 벨라야강 (넵테캄스크 근처)
      - 우파강 (우파 내)
        - 유류잔강 (카라이델 근처)

    - 추소바야강 (페름 근처)
      - 실바강 (페름 근처)

    - 예고시하강 (페름 내)
    - 물랸카강 (페름 내)
    - 비셰라강 (솔리캄스크 근처)
      - 콜바강 (체르딘 근처)

  - 카잔카강 (카잔 내)
  - 스비야가강 (카잔 서쪽)
  - 일레트강 (볼시스크 근처)
  - 아니시강 (코즐롭카 근처)
  - 말라야 콕샤가강 (콕샤이스크 근처)
    - 말리 쿤디시강

  - 볼샤야 콕샤가강 (콕샤이스크 근처)
    - 볼쇼이 쿤디시강

  - 치빌강 (노보체복사르스크 근처)
  - 루트카강
  - 베틀루가강 (코즈모데미얀스크 근처)
  - 수라강 (바실수르스크 내)
    - 퍄나강
    - 알라티르강 (알라티르 내)

  - 케르제네츠강 (리스코보 근처)
  - 쿠드마강 (크스토보와 리스코보 사이)
  - 오카강 (니즈니노브고로드 내)
    - 클랴지마강 (고르바토프 내)
      - 테자강 (유자 근처)
      - 네를강 (블라디미르 근처)

    - 목샤강 (옐라트마 근처)
      - 츠나강 (사소보 근처)

    - 프라강 (카시모프 근처)
    - 모스크바강 (콜롬나 내)
      - 파흐라강 (모스크바 근처)
      - 네글린나야강 (모스크바 내)
      - 야우자강 (모스크바 내)
      - 세툰강 (모스크바 내)
      - 이스트라강 (모스크바 근처)
      - 루자강 (루자 근처)

    - 나라강 (세르푸호프 내)
    - 프로트바강 (세르푸호프 근처)
      - 루자강 (말로야로슬라베츠 근처)

    - 우그라강 (칼루가 근처)
    - 우파강 (수보로프 근처)
      - 플라바강 (크라피브나 근처)

  - 우졸라강 (발라흐나 근처)
  - 운자강 (유리예베츠 내)
    - 네야강 (마카례프 근처)
    - 비가강

  - 뇸다강 (유리예베츠 근처)
    - 슈야강

  - 코스트로마강 (코스트로마 내)
    - 뵤크사강 (부이 내)

  - 코토로슬강 (야로슬라블 내)
  - 소고자강 (포셰혼예 근처)
  - 솁스나강 (체레포베츠 내)
    - 벨로예호 (벨로제르스크 근처)
      - 코브자강
      - 케마강

  - 수다강 (체레포베츠 근처)
    - 콜프강

  - 몰로가강 (베시예곤스크 근처)
  - 카신카강 (칼랴진 근처)
  - 네를강 (칼랴진 근처)
    - 쿠브르강

  - 메드베디차강 (킴리 근처)
  - 두브나강 (두브나 내)
    - 세스트라강 (두브나 근처)

  - 쇼샤강 (코나코보 근처)
    - 라마강 (코즐로보 근처)

  - 트베르차강 (트베리 내)
    - 오수가강 (토르조크 근처)

  - 바주자강 (줍초프 내)
  - 셀리자르프카강 (셀리자르프카 내)
- 우랄강 (카자흐스탄 아티라우 내)
  - 일레크강 (일레크 내)
  - 사크마라강 (오렌부르크 내)

## 북극해, 우랄 산맥 동쪽
이 섹션의 강들은 서쪽에서 동쪽으로 정렬되어 있다.
- 오비강 (오비만으로)
  - 시냐강
  - 솝강
  - 이르티시강 (한티만시스크 근처)
    - 토볼강 (토볼스크 내)
      - 타브다강 (토볼스크 남서쪽)
      - 투라강 (튜멘에서 80km 하류)
      - 이세트강 (얄루토롭스크 근처)
        - 미아스강 (샤드린스크 동쪽)

      - 우바간강
      - 우이강 (쿠르간 남쪽)

    - 이심강 (우스티이심 내)
    - 타라강 (타라 근처)
    - 옴강 (옴스크 내)

  - 트로묘간강
    - 아간강

  - 바틴스키 요간강
  - 바흐강 (니즈네바르톱스크 근처)
    - 사분강

  - 팀강 (우스티팀 내)
  - 키옙스키 요간강
  - 바슈간강 (카르가소크 내)
  - 파라벨강 (카르가소크 근처)
  - 케트강 (콜파셰보 근처)
  - 출림강 (우스티출림 내)
  - 톰강 (톰스크에서 50km 하류)
  - 알레이강 (바르나울 근처)
  - 카짐강
  - 차야강
    - 익사강

  - 바르나울카강
  - 카스말라강
  - 카툰강 (비스크 내)
  - 비야강 (비스크 내)
    - 출리시만강 (텔레츠코예호로)
      - 바슈카우스강
        - 체브다르강
- 나딤강 (호로바야의 오비만으로)
- 푸르강 (이바이살레의 타스강 어귀로)
- 타스강 (타조프스키의 타스강 어귀로)
  - 톨카강
  - 후도세이강
- 예니세이강
  - 타나마강
  - 투루한강 (투루한스크 근처)
  - 아바칸강 (아바칸 내)
  - 쿠레이카강
  - 옐로구이강
  - 빅케타강
  - 심강
  - 하툰구스카강
    - 비비강

  - 바흐타강
  - 포드카멘나야 퉁구스카강
    - 카탕가강
    - 테테레강

  - 빅피트강
  - 칸강
  - 마나강
  - 바자이하강
  - 카차강
  - 켐강
  - 헴치크강
  - 한타이카강
  - 앙가라강 (스트렐카 내)
    - 오카강 (브라츠크 근처)
    - 볼샤야벨라야강 (우솔례시비르스코예 근처)
    - 이르쿠트강 (이르쿠츠크 내)
    - 셀렝가강 (바이칼호로, 카반스크 근처)
      - 우다강 (울란우데 내)
      - 힐로크강
      - 치코이강
        - 멘자강

      - 오르홍강 (몽골)
        - 툴강 (몽골)

      - 지다강
      - 에게르강 (몽골)

    - 바르구진강 (바이칼호로, 우스티바르구진 내)
    - 투르카강 (바이칼호로)
    - 어퍼앙가라강 (바이칼호로, 세베로바이칼스크 근처)
      - 추로강

    - 타세예바강
      - 추나강
        - 코소프카강

      - 비류사강
- 퍄시나강 (타스강 어귀 동쪽)
- 카탕가강 (코제브니코보 근처)
  - 코투이강 (카탕가 근처)
    - 코투이칸강

  - 케타강 (카탕가 근처)
- 아나바르강 (호르고에서)
  - 수올라마강
  - 우댜강 (우자강)
  - 말라야 쿠오남카강
  - 볼샤야 쿠오남카강
- 우엘레강
- 올료뇨크강 (우스티올료뇨크 내)
  - 아르가살라강
    - 켕게데강
    - 큐요넬레켄강
    - 쿠쿠순다강
    - 큐요넬리켄강

  - 알라키트강
  - 실리기르강
  - 메르침덴강
  - 우쿠키트강
  - 비레크테강
  - 쿠오이카강
  - 베옌치메강
  - 큐유팅데강
  - 부르강
  - 호르부수온카강
  - 켈림야르강
  - 부올칼라흐강
- 레나강 (틱시 근처)
  - 빌류이강 (상가르 근처)
    - 튱강
    - 치비다강
      - 비리칸강

    - 통구오강
    - 울라한보투오부야강
    - 오치추구이 보투오부야강
    - 초나강
      - 바쿠나이카강
        - 킬렘틴강

      - 데킴데강

    - 치르쿠오강
    - 라하르차나강
      - 하흐시크강

    - 악타란다강
      - 알림댜강
      - 올구이다흐강

    - 센강
    - 울라한바바강
    - 튜캰강
      - 칠리강

    - 마르하강
    - 바파가이강
    - 이기아타강
    - 켐펜댜이강

  - 룽하강
    - 하팅유랴흐강

  - 튜규에네강
  - 시테강
  - 한찰리강
  - 켕케메강
  - 랴피스케강
  - 팀필리칸강
  - 벨랸카강
    - 문니강

  - 바타마이강
  - 알단강 (바타마이 내)
    - 암가강 (우스티암긴스코예 내)
    - 마야강 (우스티마야 내)
      - 마티강
      - 바톰가강
      - 마이마칸강
      - 세베르니 우이강
      - 잉길리강
      - 유도마강

    - 아메디치강
    - 티리강
    - 동부 한디가강
    - 노토라강
    - 팀프톤강
    - 융규엘레강
    - 우추르강
    - 알라흐윤강
    - 한다강
    - 톰포강
      - 델리냐강

    - 타타강
    - 바라이강
    - 투쿨란강
    - 켈레강
    - 투마라강
      - 누오라강

  - 볼쇼이 파톰강
  - 올료크마강
    - 차라강
      - 토코강
      - 압사트강
      - 주야강

    - 뉴크자강
    - 퉁기르강

  - 부오타마강
  - 멘다강
  - 탐마강
  - 밀라강
  - 나마나강
    - 케이크테강

  - 마르하강
    - 나밀질라흐강

  - 마르하찬강
  - 시냐야강
    - 마타강
    - 치나강

  - 류텐게강
  - 투올바강
  - 린데강
  - 수올라강
  - 큐유엘렌케강
  - 무나강
  - 모토르추나강
  - 몰로도강
    - 슈유게데강

  - 체렌데이강 (왼쪽)
  - 비류크강 (왼쪽)
  - 뉴야강 (뉴야 내)
  - 데르바강
  - 우라강
  - 펠레두이강
  - 비팀강 (비팀 내)
    - 칼라르강
    - 칼라칸강
    - 치파강
      - 아말라트강
      - 치피칸강

    - 밤부이카강
    - 무야강
    - 쿠안다강
    - 칼라칸강
    - 마마강
    - 카렝가강
    - 콘다강
    - 마마강

  - 차야강
  - 이체라강
  - 체추이강
  - 필류다강
  - 추야강
  - 키렝가강 (키렝스크 내)
  - 타유라강
  - 쿠타강
  - 투투라강
  - 일가강
  - 쿤듀듀이강
  - 운둘륭강 (베르호얀스크 산맥에서)
  - 누오라강
  - 베기댠강
  - 호루옹카강
  - 소볼로흐마얀강
  - 멘케레강
  - 나타라강
  - 우엘 식티아흐강
  - 자르잔강
  - 뵤시유케강
  - 티캰강
  - 댜니시카강
  - 예예키트강
- 야나강 (니즈네얀스크 내)
  - 아디차강
    - 데르베케강
    - 넬게세강
    - 투오스타흐강
    - 보룰라흐강
    - 차르키강

  - 올드조강
    - 넨넬리강

  - 티카흐강
  - 아비라비트강
  - 둘갈라흐강
  - 사르탕강
  - 비탄타이강
  - 바키강
- 촌돈강
  - 누차강
  - 부오르유랴흐강
- 셀랴흐강
- 오몰로이강
  - 쿠라나흐유랴흐강
  - 아르가유랴흐강
  - 울라한큐예규률류르강
- 큐유올유랴흐강
- 흐로마강
  - 유리웅울라흐강
- 순드룬강
  - 말리 호무스유랴흐강
- 보그다시키나강
- 볼치야강
- 구시나야강
- 인디기르카강 (타보르 근처)
  - 하스타흐강
  - 샨드린강
  - 쿠이두순강
  - 큐옌테강
    - 브륜가데강
    - 순타르강
    - 아가야칸강

  - 엘기강
  - 네라강
  - 모마강
  - 치바갈라흐강
  - 바댜리하강
  - 셀렌냐흐강
  - 샹기나강
  - 볼샤야 에르차강
  - 드루지나강
  - 우얀디나강
    - 하팅나흐강
    - 하침체르강
    - 부오르유랴흐강

  - 알라이하강
  - 비료료흐강
- 알라제야강
  - 부오르유랴흐강
  - 로소하강
    - 아르가유랴흐강
- 콜리마강 (암바르치크 근처)
  - 아뉴이강 (니즈네콜림스크 근처)
    - 볼쇼이 아뉴이강
    - 말리 아뉴이강

  - 오몰론강 (니즈네콜림스크에서 약 80km 상류)
    - 앙고강
    - 올로이강
    - 케돈강
    - 나민디칸강

  - 포포프카강
  - 야사치나야강
    - 오물료프카강

  - 지랸카강
  - 오조기나강
  - 세데데마강
  - 부윤다강
  - 세임찬강
  - 발리기찬강
  - 수고이강
  - 데빈강
  - 바합차강
    - 말탄강

  - 타스칸강
  - 코르코돈강
    - 불룬강

  - 베료좁카강
  - 텐카강
  - 아얀유랴흐강
  - 쿨루강
- 차운강
- 팔랴바암강
- 페그티멜강 (축치해로 흐른다)
- 암구에마강
- 이오니베옘강
- 체기툰강

## 태평양/오호츠크해
이 섹션의 강들은 북동쪽에서 남서쪽으로, 그리고 캄차카반도를 반시계 방향으로 정렬되어 있다.
- 아나디르강 (베링해로)
  - 타뉴레르강
  - 벨라야강
  - 야블론강
  - 예로폴강
  - 마인강
- 벨리카야강
- 하티르카강
  - 이옴라우트바암강
- 우켈라야트강
- 캄차카강 (우스티캄차츠크 내)
- 아바차강 (페트로파블롭스크캄차츠키 근처)
- 볼샤야강 (캄차카반도 서해안)
- 키흐치크강 (캄차카반도 서해안)
- 펜지나강
  - 벨라야강
  - 오클란강
- 기지가강
- 파렌강
- 야마강
- 야나강
- 올라강
- 아르만강
  - 하신강
- 타우이강
  - 촐롬자강
- 울베야강
- 인야강
- 쿠흐투이강
- 오호타강
- 우라크강
- 우다강 (추미칸 내)
  - 마야강
- 아무르강 (니콜라옙스크나아무레 내)
  - 아뉴이강 (나이힌 내)
  - 우스리강 (하바롭스크 내)
    - 비킨강 (비킨 근처)
      - 콘트로보드강 (루체고르스크 근처)

  - 구르강
  - 고린강
  - 부레야강 (라이치힌스크 근처)
  - 제야강 (블라고베셴스크 내)
    - 톰강 (블라고베셴스크에서 약 80km 상류)
    - 셀렘자강 (스보보드니에서 약 50km 상류)
      - 노라강
      - 울마강
      - 오를롭카강
      - 비사강

    - 데프강

  - 실카강
    - 네르차강 (네르친스크 근처)
    - 잉고다강 (실카 근처)
    - 오논강 (실카 근처)

  - 암군강
    - 니멜렌강

  - 아르군강
  - 아마자르강
- 두만강 (조선민주주의인민공화국 서수라리 내)

## 내륙 시베리아 강
- 바간강
  - 바간요노크강
- 부를라강
- 출림강
- 카라수크강
- 카르가트강
- 쿠추크강
- 쿨룬다강

## 정렬되지 않음
- 코소보이강

## 알파벳순 목록

### A–G
아바칸강, 알라제야강, 알단강, 알레이강, 암바르나야강, 암가강, 아무르강, 아나바르강, 아나디르강, 앙가라강, 앙그라파강, 아뉴이강 (콜리마), 아뉴이강 (아무르), 아르군강, 아바차강, 바르구진강, 바슈카우스강, 벨라야강, 베레자이카강, 비킨강, 비튜그강, 비야강, 볼샤야벨라야강, 볼샤야 표라강 (아무르주), 볼샤야 표라강 (코미 공화국), 부오타마강, 부레야강, 차고다강, 체브다르강, 쳅차강, 체르나야강, 출림강 (오비), 출리시만강, 추소바야강, 쿠피드강, 다우가바강/서드비나강, 데프강, 데스나강, 드니프로강, 돈강, 도네츠강 (세베르스키), 두브나강, 엘두가강

### I–L
이크강, 일레크강, 인디기르카강, 잉고다강, 인스트루치강, 요캉가강, 이르쿠트강, 이르티시강, 이세트강, 이심강, 이스트라강, 이조라강, 카마강, 카모강, 캄차카강, 카신카강, 카스플랴강, 카탕가강, 카툰강, 카잔카강, 케르제네츠강, 케트강, 카탕가강, 케타강, 호표르강, 키렝가강, 클랴지마강, 콜바강 (우사), 콜바강 (비셰라), 콜리마강, 콘두르차강, 코소프카강, 코소보이강, 코스트로마강, 코토로슬강, 코투이강, 코짐강, 크라스나야강, 쿠반강, 쿠브르강, 쿠마강, 쿠냐강, 라바강, 라마강, 라바강/위나강, 레나강, 로바트강, 하툰구스카강, 루가강, 류텐게강

### M–S
말카강, 말라야벨라야강, 마니치강, 마르하강, 마르하강 (빌류이), 마타강, 마야강, 메젠강, 엠가강, 미아스강, 미우스강, 목샤강, 몰로가강, 모스크바강, 엠스타강, 물랸카강, 무나강, 나딤강, 나라강, 나르바강, 나우치요키강, 네글린나야강, 네무나스/네만강, 네르차강, 네를강 (클랴지마), 네를강 (볼가), 네바강, 니바강, 세베르나야드비나강, 뉴야강, 오비강, 오카강 (볼가), 오카강 (앙가라강), 올료뇨크강, 올료크마강, 옴강, 오몰론강, 오네가강, 오논강, 오레데시강, 오수가강, 오야트강, 파흐라강, 파샤강, 파라벨강, 페초라강, 피네가강, 피사강, 플라바강, 포드카멘나야 퉁구스카강, 포트쿠목강, 폴라강, 폴리스트강, 폴로타강, 포노이강, 프라강, 프레골랴강, 프로트바강, 푸르강, 퍄시나강, 라반강, 루자강, 사크마라강, 살강, 사마라강, 세임강, 셀렘자강, 셀렝가강, 세스트라강 (레닌그라드주), 세스트라강 (두브나), 셰슈페강, 세툰강, 솁스나강, 셸론강, 실카강, 쇼샤강, 수도스트강, 수호나강, 수올라강, 수라강, 스비리강, 스비야가강, 시아스강, 실바강

### T–Z
타브다강, 타라강, 타스강, 테레크강, 테테레강, 테자강, 티고다강, 토볼강, 톰강 (오비), 톰강 (제야), 토스나강, 츠나강 (목샤 분지), 츠나강 (트베리주), 투구르강, 두만강, 투라강, 투루한강, 트베르차강, 팀강, 튱강, 우다강 (부랴티야), 우다강 (하바롭스크 변경주), 우파강, 우프튜가강, 우그라강, 운자강, 우파강, 어퍼앙가라강, 우랄강, 우사강, 우스리강, 우베르강, 우졸라강, 바가강, 바흐강, 발다이카강, 바르주가강, 바슈간강, 벨리카야강, 베틀루가강, 빌류이강, 비셰라강 (볼호프), 비셰라강 (비체그다), 비셰라강 (카마), 비팀강, 볼치야강 (부옥시), 볼가강, 볼호프강, 볼로그다강, 보로네시강, 보론야강, 부옥시강, 뱌트카강, 뱌지마강, 비체그다강, 비테그라강, 야나강, 야우자강, 예고시하강, 욤차강, 예니세이강, 유그강, 유류잔강, 제야강, 주파노바강